# Magomed Idrisovitj Ibragimov
Magomed Idrisovitj Ibragimov, född den 2 juni 1985 i Irib, är en uzbekisk brottare.
Han tog OS-brons i tungvikt i samband med de olympiska tävlingarna i brottning 2016 i Rio de Janeiro.